# Хойникский район
Хойникский район (бел. Хойніцкі раён) — административная единица на юге Гомельской области Республики Беларусь. Административный центр — город Хойники.
Численность населения — 18 054 человек (на 1 января 2025 года).

## Административное устройство
В районе 6 сельсоветов:
- Алексичский
- Борисовщинский
- Великоборский
- Поселичский
- Стреличевский
- Судковский

Упразднённые сельсоветы:
- Волокский
- Горошковский
- Дворищанский
- Заболотский
- Козелужский
- Корчевский
- Малишевский
- Небытовский

## География
Площадь района составляет 2030 км² (8-е место). Район на северо-западе граничит с Калинковичским районом, на северо-востоке с — Речицким, на востоке — с Брагинским и Лоевским, на юго-западе — Наровлянским и Мозырским районами Гомельской области, на юге — с Украиной (Вышгородский район Киевской области).
Основные реки — Припять и её притоки Вить и Турья. Есть много озёр, в том числе расположены озёра Жартай, Ломыш, Староселье, Вьюры, Гнездное, Мостище, Семеница, а также водохранилища Великоборское, Вить, Судково и Уласы.
Самым крупным водоёмом на территории Хойникского района является Великоборское водохранилище. Расположено в 1,5 км от д. Избынь, вблизи д. Партизанская Великоборского сельсовета. Водохранилище наполняется за счёт стока р. Вить. Построено в 1986 году на месте озера Избынь.
В районе проведены мелиоративные каналы, в том числе Великий, Кожушковский, Амельковщинский, Кливской, Кононовский и Щелбинский.
Много искусственных водоёмов — прудов: «Автобаза» по ул. Лермонтова в г. Хойники, ЖБИ, «Белая баба» и другие.

### Заповедник
На территории Хойникского района расположен Полесский государственный радиационно-экологический заповедник. Администрация заповедника расположена в г. Хойники. Заповедник создан с целью радиобиологических и экологических исследований. В июне 2022 года в заповеднике состоялось открытие пчелопасеки «Бабчин». Это уже восьмая пчелопасека на территории заповедника.

## Геральдика
Герб и флаг приняты решением Президиума Хойникского районного Совета депутатов от 17 апреля 2001 года № 18 и районным Советом депутатов 28 июня 2001 года № 80. Зарегистрированы в Гербовом матрикуле Республики Беларусь 14 августа 2001 года № 65.

## История

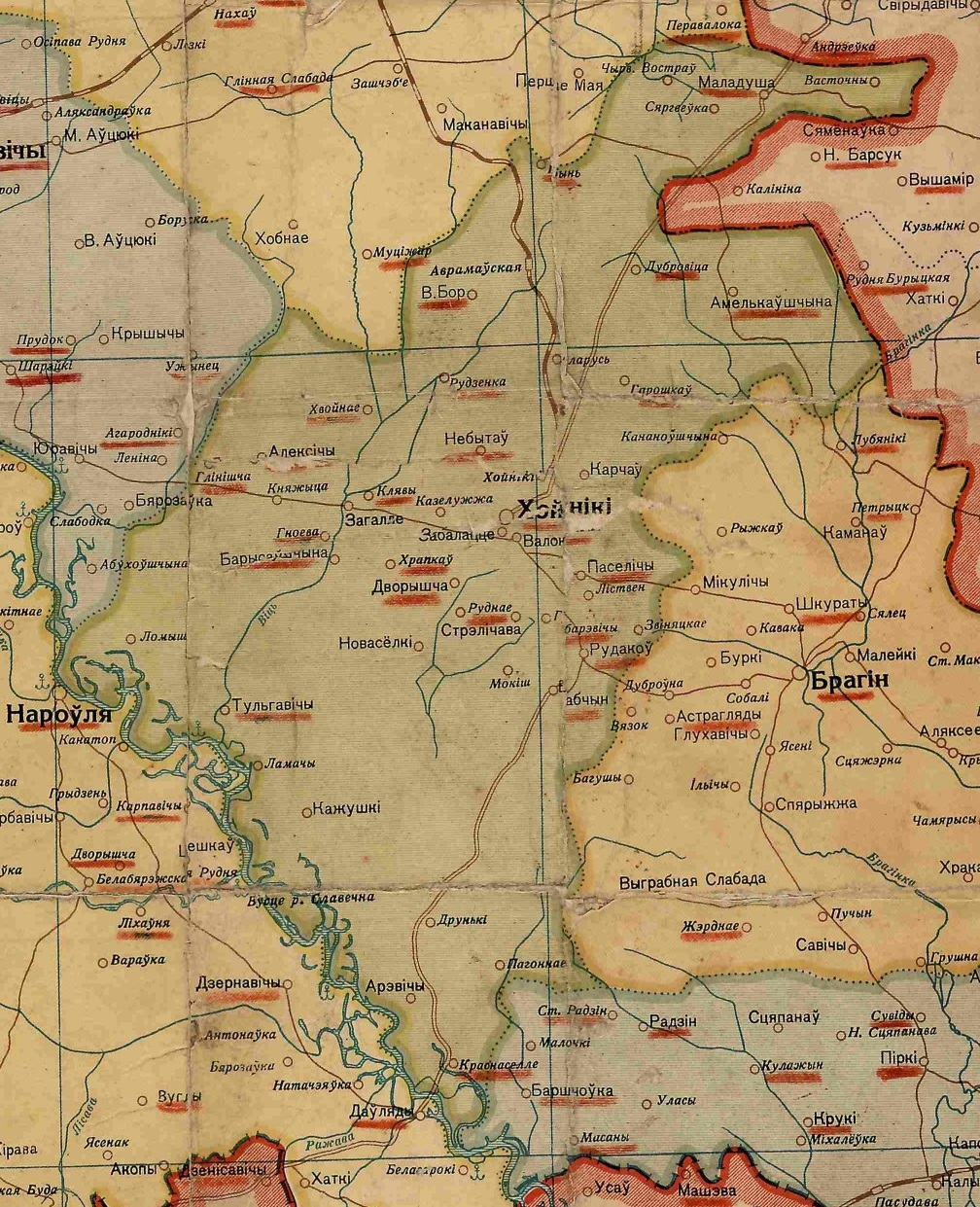
Хойникский район, 1940 год

Впервые Хойники упомянуты в привилее короля и великого князя Александра от 3 (13) июня 1504 года, которым они и Остроглядовичи были выделены из Брагинской волости и пожалованы на вечные времена за военные заслуги пану Семёну Фёдоровичу Полозовичу.
Район образован 8 декабря 1926 года. В 1926—1927 годах — в составе Речицкого округа, в 1927—1930 годах — в Гомельском округе, в 1930—1938 годах — в прямом республиканском подчинении, с 15 января 1938 года — в Полесской области с центром в Мозыре. 4 августа 1927 года к району присоединен Макановичский и Защёбьевский сельсоветы упразднённого Василевичского района (Защёбьевский сельсовет упразднён с 30.12.1927). 8 июля 1931 года в результате упразднения Юревичского района к району присоединены 4 сельсовета. 5 апреля 1935 года район укрупнён за счёт двух сельсоветов Речицкого района. 20 февраля 1938 года 3 сельсовета Кобылевский, Макановичский и Хобненский переданы повторно образованному Василевичскому району. 27 сентября 1938 года местечко Хойники преобразовано в городской посёлок.
На 01.01.1941 включал г. п. Хойники и 19 сельсоветов: Алексичский, Бабчинский, Борисовщинский, Великоборский, Волокский, Дворищанский, Заболотский, Загальский, Корчёвский, Кожушковский, Малодушский, Небытовский, Новосёлковский, Омельковщинский, Оревичский, Поселичский, Рудаковский, Стреличевский, Тульговичский.
С 8 января 1954 года район находится в Гомельской области.  
16.07.1954 упразднены Бабчинский, Загальский, Корчёвский, Небытовский и Новосёлковский сельсоветы; Малодушский сельсовет передан Речицкому р-ну. 
16.04.1959 ликвидирован Волокский сельсовет; Заболотский сельсовет переименован в Небытовский. 
На основании Указа Президиума Верховного Совета БССР «Об укрупнении сельских районов Белорусской ССР» от 25 декабря 1962 года присоединены Борщёвский и Радинский сельсоветы упразднённого Комаринского района. 
20.02.1964 ликвидирован Борщёвский сельсовет. 
30.06.1966 Небытовский сельсовет переименован в Козелужский.
10 ноября 1967 года Хойникам присвоен статус города.
В 1972 году к городу Хойники присоединены деревня Волоки (улица Котовского), деревня Заболотье (улица Крестьянская), посёлок Первомайск, в 1989 году — Настолье и Чирвоная Нива (бывшая Лентерня).
В связи с аварией на Чернобыльской АЭС, радиоактивным загрязнением территории и эвакуацией населения ликвидированы: 08.01.1987 – Кожушковский, Оревичский и Радинский сельсоветы; 04.07.1991 – Рудаковский сельсовет; 28.11.1991 – Омельковщинский и Тульговичский сельсоветы.
20 октября 1995 года административные единицы Хойникский район и город Хойники, имеющие общий административный центр, объединены в одну административную единицу — Хойникский район.
01.12.2009 упразднён Козелужский сельсовет; Дворищанский сельсовет переименован в Судковский.
16 декабря 2009 года деревня Малишев включена в состав города Хойники.
На 01.01.2020 р-н с центром в г. Хойники включал 6 сельсоветов: Алексичский, Борисовщинский, Великоборский, Поселичский, Судковский, Стреличевский.

## Демография
Численность населения — 18 054 человек (на 1 января 2025 года), в том числе городское — 13 001 человек (Хойники — 13 001 человек), сельское — 5 053 человек.
Население района (на 1 января 2023 года) — 18 695 человек (13-е место), в том числе в городских условиях (Хойники) проживают 13 248 человек, в сельских — 5 447 человек. Всего насчитывается 48 населённых пунктов, включая Хойники.
В 1986 году, до начала эвакуации населения из населенных пунктов, подвергшихся радиационному загрязнению в результате аварии на Чернобыльской АЭС, население района составляло 45 900 человек.
На 1 января 2016 года на территории района проживало 19 539 человек, из них в городе — 12 698 человек.
Коэффициент рождаемости в районе в 2017 году составил 16,6 на 1000 человек (самый высокий в области), коэффициент смертности — 17,5. Всего в 2017 году в районе родилось 318 и умерло 334 человека. Средние показатели рождаемости и смертности по Гомельской области — 11,3 и 13 соответственно, по Республике Беларусь — 10,8 и 12,6 соответственно. Сальдо миграции отрицательное (в 2017 году из района уехало на 132 человека больше, чем приехало, в 2016 году — на 349 человек).
В 2017 году в районе было заключено 153 брака (8 на 1000 человек, самый высокий показатель в области) и 46 разводов (2,4 на 1000 человек). Средние показатели по Гомельской области — 6,9 браков и 3,2 развода на 1000 человек, по Республике Беларусь — 7 и 3,4 соответственно.
На 1 января 2018 года 22,7 % населения района были в возрасте моложе трудоспособного, 51,4 % — в трудоспособном возрасте, 25,9 % — в возрасте старше трудоспособного. Средние показатели по Гомельской области — 18,3 %, 56,6 % и 25,1 % соответственно.
| Численность населения | Численность населения | Численность населения | Численность населения | Численность населения | Численность населения | Численность населения | Численность населения |
| 1970                  | 1979                  | 1989                  | 1996                  | 2000                  | 2001                  | 2002                  | 2003                  |
| --------------------- | --------------------- | --------------------- | --------------------- | --------------------- | --------------------- | --------------------- | --------------------- |
| 54 584                | ▼50 515               | ▼38 834               | ▼23 100               | ▲26 137               | ▼26 009               | ▼25 587               | ▼25 255               |
| 2004                  | 2005                  | 2006                  | 2007                  | 2008                  | 2009                  | 2010                  | 2011                  |
| ▼24 891               | ▼24 441               | ▼23 988               | ▼23 675               | ▼23 129               | ▼22 762               | ▼22 307               | ▼21 744               |
| 2012                  | 2013                  | 2014                  | 2015                  | 2016                  | 2017                  | 2018                  | 2019                  |
| ▼21 221               | ▼20 752               | ▼20 262               | ▼19 890               | ▼19 539               | ▼19 191               | ▼19 043               | ▼18 798               |
| 2020                  | 2021                  | 2022                  | 2023                  | 2024                  | 2025                  |                       |                       |
|                       |                       |                       | ▼ 18 695              |                       | ▼18 054               |                       |                       |

| Национальный состав по переписи населения 2009 года | Национальный состав по переписи населения 2009 года | Национальный состав по переписи населения 2009 года |
| Народ                                               | Численность                                         | %                                                   |
| --------------------------------------------------- | --------------------------------------------------- | --------------------------------------------------- |
| Белорусы                                            | 20 681                                              | 92,28 %                                             |
| Русские                                             | 650                                                 | 4,7 %                                               |
| Украинцы                                            | 334                                                 | 1,49 %                                              |
| Молдаване                                           | 41                                                  | 0,18 %                                              |
| Поляки                                              | 29                                                  | 0,13 %                                              |
| Евреи                                               | 22                                                  | 0,1 %                                               |
| Армяне                                              | 18                                                  | 0,08 %                                              |
| Азербайджанцы                                       | 15                                                  | 0,07 %                                              |
| Татары                                              | 11                                                  | 0,05 %                                              |

## Экономика

### Сельское хозяйство
В 2017 году в сельскохозяйственных организациях под зерновые и зернобобовые культуры было засеяно 13 779 га пахотных земель, под кормовые культуры — 17 987 га. В 2016 году было собрано 37,3 тыс. т зерновых и зернобобовых, в 2017 году — 35 тыс. т (урожайность — 26,1 ц/га в 2016 году и 25,4 ц/га в 2017 году). Средняя урожайность зерновых в Гомельской области в 2016—2017 годах — 30,1 и 28 ц/га, в Республике Беларусь — 31,6 и 33,3 ц/га.
На 1 января 2018 года в сельскохозяйственных организациях района (без учёта личных хозяйств населения и фермеров) содержалось 22,7 тыс. голов крупного рогатого скота, в том числе 7,7 тыс. коров. В 2017 году было произведено 1,4 тыс. т мяса в живом весе и 31,8 тыс. т молока при среднем удое 4182 кг (средний удой с коровы по сельскохозяйственным организациям Гомельской области — 4947 кг в 2017 году).
Сельхозорганизации
- КСУП «Имени И. П. Мележа» в аг. Глинище

- ОАО «Велетин Агро» в аг. Велетин

- КСУП «Оревичи» в д. Борисовщина

- КСУП «Судково» в аг. Судково

- КСУП «Экспериментальная база «Стерличево» в аг. Стреличево

### Промышленность
В промышленный комплекс региона входит 4 промышленных предприятий, из них:
2 республиканской формы собственности: ГЛХУ «Хойникский лесхоз» и ОАО «Хойникский завод гидроаппаратуры»;
2 коммунальной формы собственности: филиал «Хойникский завод ЖБИ» ОАО «Мозырский ДСК» и КЖУП «Хойникский коммунальник».
На территории Хойникского района имеются и другие предприятия, которые производят промышленную продукцию: Хойникский филиал по обеспечению топливом КУП «Гомельоблтопливо», унитарное предприятие «Гомельвторчермет» Хойникский участок, участок по производству комбикормов государственного предприятия "Совхоз-комбинат «Заря», КПУП «Полиграф», Полесский производственный участок ОАО «Милкавита», БУПП «Фабрика художественных изделий» Хойникский производственный участок.
В промышленный комплекс района входят следующие отрасли: машиностроение, металлообработка, производство строительных материалов, топливная, лесная, деревообрабатывающая, лёгкая и пищевая промышленность и др.
На территории района расположены ряд скважин, где производится добыча нефти ГПО «Белоруснефть».

## Образование
В 2017 году в районе действовало 13 учреждений дошкольного образования (включая комплексы «детский сад — школа») с 0,8 тыс. детей. В 2017/2018 учебном году действовало 13 учреждений общего среднего образования, в которых обучалось 2,6 тыс. учеников. Учебный процесс в школах обеспечивали 327 учителей, на одного учителя в среднем приходилось 7,9 учеников (среднее значение по Гомельской области — 8,6, по Республике Беларусь — 8,7).

## Здравоохранение
В 2017 году в учреждениях Министерства здравоохранения Республики Беларусь насчитывалось 45 практикующих врачей (23,6 в пересчёте на 10 тысяч человек; средний показатель по Гомельской области — 39,3, по Республике Беларусь — 40,5) и 179 средних медицинских работников. Число больничных коек в лечебных учреждениях района — 151 (в пересчёте на 10 тысяч человек — 79,3; средний показатель по Гомельской области — 86,4, по Республике Беларусь — 80,2).

## Культура
В г. Хойники расположен Хойникский районный краеведческий музей, в котором собрано более 3,6 тыс. музейных предметов основного фонда.
Также расположены:
- Дом-музей имени И. П. Мележа в агрогородке Глинище — филиал Хойникского районного краеведческого музея

- Музейная комната ГУО «Гимназия города Хойники»
- Музей Полесского радиационно-экологического заповедника в Бабчин

## Достопримечательность

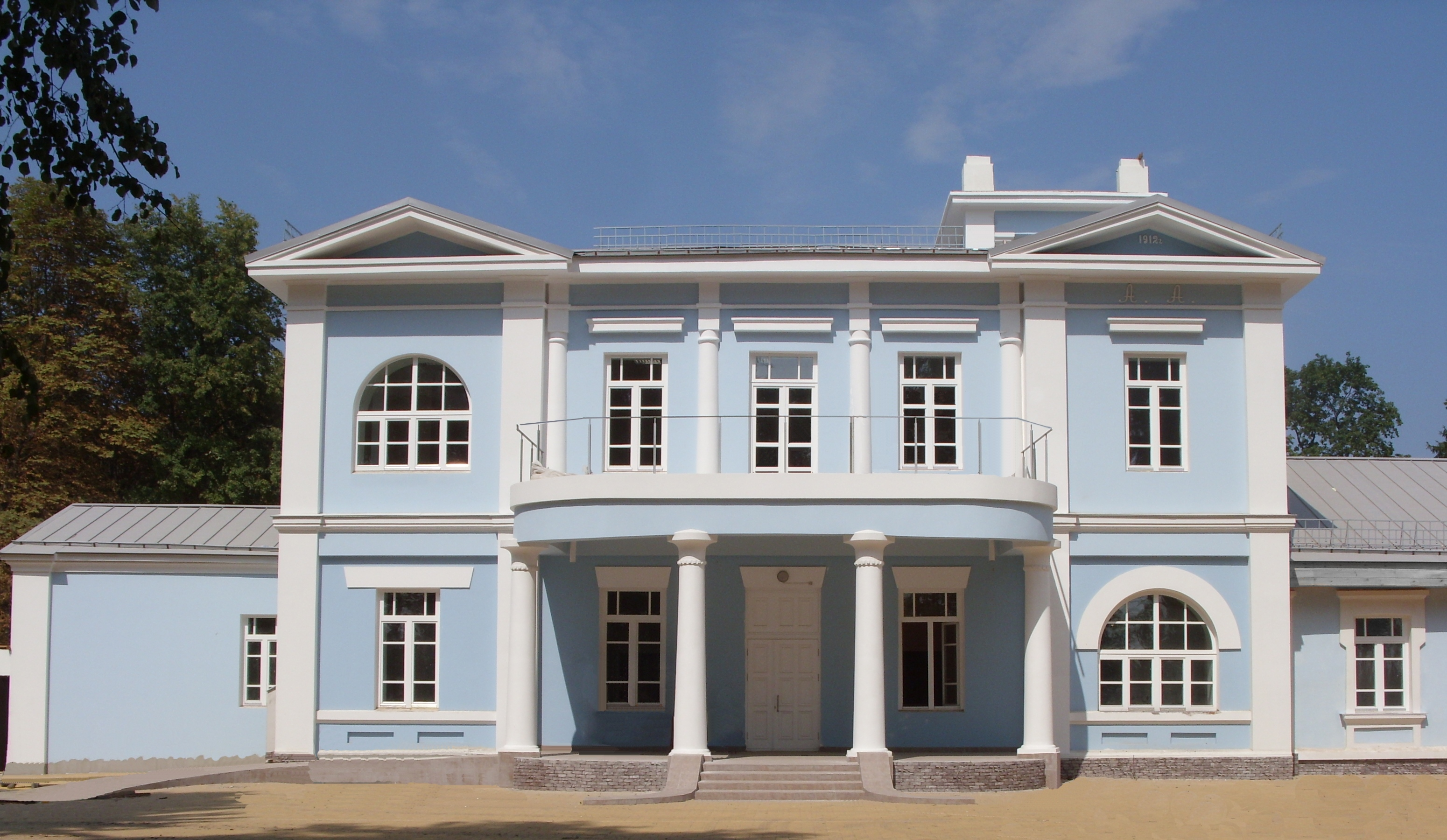
Хойникский районный краеведческий музей (бывшая усадьба Авраамовых, XIX в.)

- Хойникский районный краеведческий музей (бывшая усадьба Авраамовых, начало XIX в.) в городе Хойники
- Дом-музей имени И. П. Мележа в агрогородке Глинище
- Свято-Покровский женский монастырь в городе Хойники
- Костёл Успения Пресвятой Богородицы в городе Хойники
- Усадьба Ястржембских в деревне Борисовщина
- Усадьба Оскерко-Ваньковичей в деревне Рудаков
- Бровар в агрогородке Стреличево (1912 год)
- Церковь Святого Николая (конец XX в.) в агрогородке Храпков
- В октябре 2021 года недалеко от населённых пунктов Алексичи и Глинище обнаружен артефакт — старинный склеп[34][35][36][37].

### Памятник, скульптура
- Памятник в честь воинов кавалерийского корпуса «Доваторцам» (Памятник конникам-Доваторцам). Трасса Гомель-Хойники. Среди советских воинских частей, которые принимали участие в освобождении Хойникского района, были 3-я, 4-я и 17-я гвардейские кавалерийские дивизии 2-го гвардейского кавалерийского корпуса под командованием генерал-лейтенанта В. В. Крюкова (раньше корпусом командовал генерал Л. М. Доватор)[38].
- Памятник на месте гибели Героя Советского Союза Н. А. Гречихина. В 1975 году установлен памятник на пересечении дорог Калинковичи-Хойники и Туневщина-Глинище.
- Памятник на месте гибели Героя Советского Союза В. Г. Колесника. Памятник погибшим воинам в Великой Отечественной войне. Установлен в 1975 году на перекрёстке дорог Калинковичи-Хойники и Вить-Загальская Слобода.
- Скульптурная композиция по мотивам романа И. П. Мележа «Людзі на балоце» в городе Хойники.

### Памятник природы, заказник
- Ботанический памятник природы местного значения «Дубрава».
- Ботанический памятник природы местного значения «Сосна-королева».

## Туризм
На базе ГЛХУ «Хойникский лесхоз» действует экологический маршрут «Хойникская земля: природа, история и культура», который включает экологическую тропу и 9 остановочных пунктов. В экскурсию входит: экологическая тропа, дендрарий Хойникского лесхоза, лесной участок.
Государственное природоохранное научно-исследовательское учреждение «Полесский государственный радиационно-экологический заповедник» проводит информационно-экологические, просветительские, научно-познавательные и учебные экскурсии на территории белорусского сектора зоны отчуждения Чернобыльской АЭС.

## СМИ
Издаётся газета «Хойнiцкiя навiны».